# Олонец
Оло́нец (разг. — Олоне́ц, карел. Anus, Anuksenlinnu, фин. Aunus) — город в Республике Карелия Российской Федерации, один из старейших на севере России. Административный центр Олонецкого национального района и Олонецкого городского поселения. Старая столица (с XIII/XVII века по XVIII век) Обонежья — Олонецкой губернии, существовавших на месте современной Карелии.

## Этимология и фонетика
Название города восходит к названию реки Олонец (совр. Олонка, карел. Anuksenjogi), которое может быть саамским по происхождению, ср. прасаам. *ōlō «паводковые воды» + топонимообразующий суффикс nčē → *ōlōnčē → «Олонец». Это подтверждается, например, расположением низовий реки в пределах Олонецкой равнины, которая в период проживания здесь древнесаамского населения была, видимо, подвержена весенним паводкам. Существуют также версии происхождения от фин. alanko «низина» или от древневепсского алнус — также «низина». Раньше это место называлось Алоньсь, Олоньсь.
Нормативное ударение в русском языке — на вторую гласную, Оло́нец, однако:
- ударение на последнюю гласную, Олоне́ц, распространено, присутствует в словарях[4] и допустимо[3];
- нормативное ударение в прилагательном «олоне́цкий» — на третью гласную[11], хотя возможен и вариант оло́нецкий[9][11];
- встречается литературное ударение Олоне́ц (одноимённое стихотворение А. Прокофьева, рифма с молодец[11]).

Ударение в названии жителя города на третью гласную: олонча́нин.

## География
Олонец расположен у слияния рек Олонки и Мегреги, на Олонецкой равнине, в 140 км к юго-западу от Петрозаводска, в 269 км к северо-востоку от Санкт-Петербурга по автодороге Р21 (автодорога «Кола»).

### Климат
- Среднегодовая температура воздуха — 3,3 °C
- Средняя скорость ветра — 3,1 м/с

| Показатель                                                                                 | Янв. | Фев.  | Март  | Апр. | Май  | Июнь | Июль | Авг. | Сен. | Окт. | Нояб. | Дек. | Год  |
| ------------------------------------------------------------------------------------------ | ---- | ----- | ----- | ---- | ---- | ---- | ---- | ---- | ---- | ---- | ----- | ---- | ---- |
| Абсолютный максимум, °C                                                                    | 6    | 5,7   | 13,9  | 23   | 32,7 | 33,6 | 36,2 | 34,1 | 30   | 20,5 | 11,5  | 9,7  | 36,2 |
| Средний суточный максимум, °C                                                              | −5,5 | −4,5  | 0,7   | 8    | 15,9 | 20,2 | 22,9 | 21,2 | 14,3 | 7,1  | 1,3   | −2,6 | 6,8  |
| Средняя температура, °C                                                                    | −7,7 | −7,6  | −3,4  | 3,2  | 9,7  | 14,2 | 17,2 | 15,9 | 10,3 | 4,6  | −0,2  | −4,2 | 3,3  |
| Средний суточный минимум, °C                                                               | −9,9 | −10,7 | −7,6  | −1,6 | 3,5  | 8,2  | 11,5 | 10,5 | 6,2  | 2    | −1,7  | −5,9 | −0,5 |
| Абсолютный минимум, °C                                                                     | −54  | −44   | −37,4 | −29  | −10  | −5,8 | 0    | −3   | −9   | −20  | −28   | −42  | −54  |
| Норма осадков, мм                                                                          | 43   | 40    | 34    | 35   | 42   | 51   | 64,3 | 80,6 | 76,1 | 69,1 | 63,4  | 61   | 625  |
| Источник: Метеостатистика Карелии, World Climate, https://kareliameteo.ru/o-nas/struktura/ |      |       |       |      |      |      |      |      |      |      |       |      |      |

## История
Олонец — одно из древнейших селений Карелии. Стоянки древнего человека, обнаруженные в низовьях реки Олонки (бассейн Ладожского озера), датируются археологами 3—2 тысячелетием до н. э.

### Основание
Во времена новгородской независимости Олонец принадлежал новгородскому владыке.

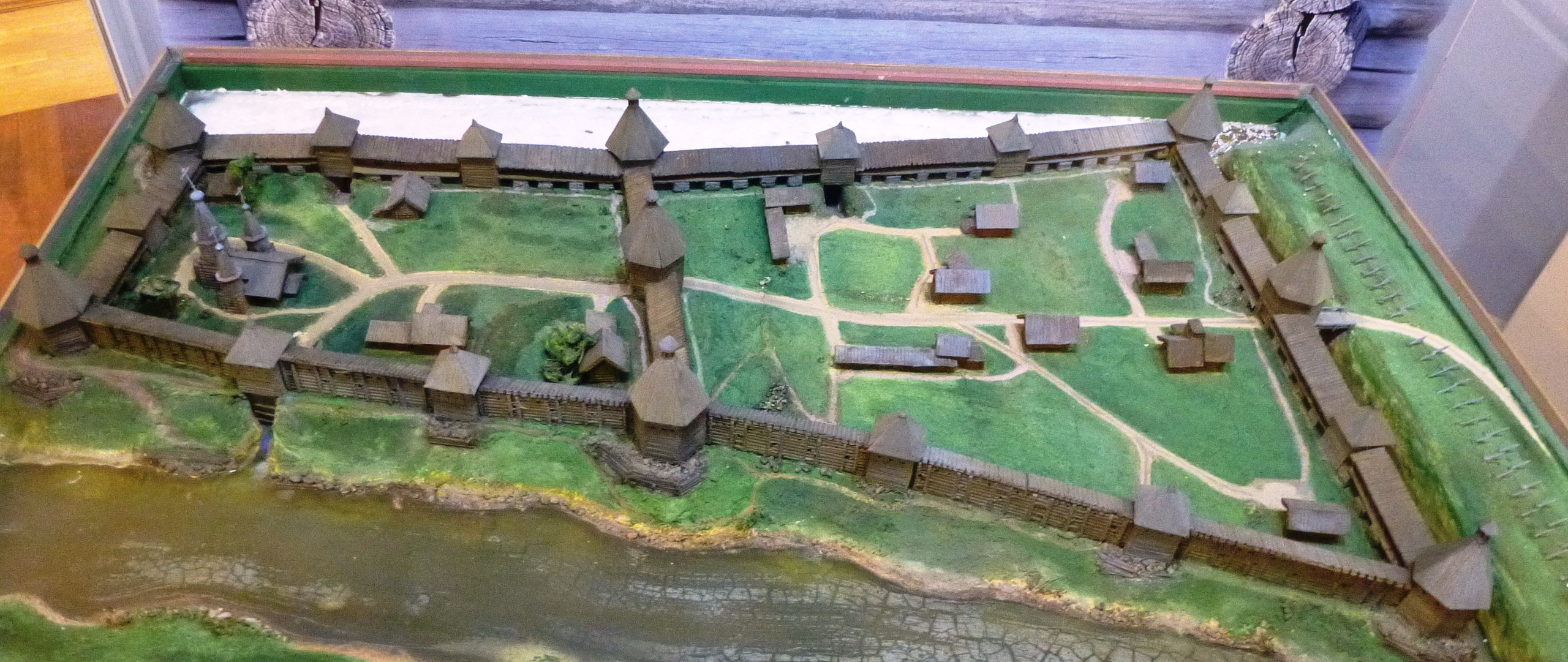
Макет Олонецкой крепости. Национальный музей Республики Карелия

Впервые в письменных источниках Олонец упоминается в приписке к Уставу новгородского князя Святослава Ольговича. Сам устав датируется 1137 годом. Современные историки, однако, датируют приписку XIII веком, а первым упоминанием считается 1228 год, когда Олонец упоминают записи в нескольких летописях.
В ходе русско-шведских войн XVI—XVII веков город неоднократно разорялся.
По Столбовскому мирному договору 1617 года граница со Швецией стала проходить в 40 км от Олонецкого погоста. В 1648 г. по стратегическим соображениям Олонецкий Рождественский погост был отписан в казну. В месте слияния рек Олонки и Мегреги, где находилось главное селение погоста, известное под названием Толмачёв-наволок, в сентябре 1649 года по указу царя Алексея Михайловича под руководством князя Фёдора Волконского («Мерина») и дьяка Степана Елагина была построена «порубежная крепость» Олонец. Олонецкая крепость стала ядром города, административным центром Заонежских и Лопских погостов, форпостом в борьбе со шведами. Крепостная стена (в стенах насчитывалось 1300 бойниц) тянулась вдоль речных берегов более чем на 1,5 км и имела 19 башен. Самая высокая — Красная башня была высотой 32 метра. В крепости была отстроена церковь Троицы, хлебные амбары, воеводские дворы и 155 дворов, в которых во время нападений шведских отрядов пряталось окрестное население. На вооружении гарнизона были 31 пушка разного калибра и 824 мушкета. По числу башен, протяжённости стен и военной оснащённости крепость превосходила Архангельскую и все сибирские города, уступая лишь Холмогорам.
Сам город становится местопребыванием олонецкого воеводы. «Чтоб в городе не пусто было», сюда были переселены из разных заонежских погостов состоятельные крестьяне, занимавшиеся торговлей и промыслами, в том числе железоделательным. Посадские люди Олонца во 2-й половине XVII столетия были предприимчивыми торговцами, на своих небольших судах они ходили даже в Стокгольм.
В 1670-х годах олонецким воеводой служил Яков Стрешнев. В тот период Олонец превратился в единый торговый, военный и административный центр Карелии.

### ЭпохаПетра I
В конце XVII века Олонец насчитывал 726 дворов. В XVII—XVIII веках он продолжал оставаться крупным торговым («купеческим») центром.
В августе 1700 года Пётр I объявил войну Швеции, началась Великая Северная война. К началу 1702 года к северу от Олонца уже были железоделательные заводы, что видно из указа Петра I сыну А. Бутенанта от 5 января 1702 года: «На Олонецких железных заводах иноземца Андрея Бутенанта фон Розенбуша вылить тотчас 100 пушек железных и чугунных самых добрых, без всяких изъянов, ядром по 12 фунтов да по 1000 ядер ко всякой пушке, и с Олонца, как ему уже указано, поставить в Новгород не позже марта 1702 года».
В первые годы Северной войны в ходе кампаний 1702—1703 годов русские войска заняли Ингрию.
К 1703 году в окрестностях Олонца, в Лодейном Поле на реке Свири, была устроена военная верфь, получившая название Олонецкой верфи. Фрегаты Балтийского флота строились на Олонецкой верфи и вооружались пушками на Олонецких заводах. Об этом напоминает герб Олонца, на котором изображены два перекрещённых книппеля. Книппель — это специфический морской пушечный боеприпас из двух ядер, скованных коротким отрезком цепи.
Мобилизации населения на работы и в армию, а также строительство Петербурга способствовало обнищанию, постепенному разорению и запустению дворов Олонца. В части городов указанная убыль была значительной. К числу таких городов Северо-Запада России можно отнести также Псков, Новгород и Каргополь.
В 1707 году по приказу А. Д. Меншикова были установлены почтовые станы от Петербурга до Олонца и несколько позже — до Петровского оружейного завода.
В 1708 году была образована Ингерманландская губерния, в состав которой был включён и Олонец. В 1712 году Олонец отдан в ведение Адмиралтейства.
С 1719 года Пётр I лечился на олонецких марциальных водах. Лечение на олонецких водах сопровождалось привычной для Петра I активностью. Видя, что лечение водами в Олонце идёт медленно, Пётр I сказал: «Врачую тело водами, а подданных собственными примерами… И в том, и в другом вижу исцеление весьма медленное, однако же, полагаясь на Бога, уповаю на то, что все решит время».
Значение Олонца — крепости сохранялось до 1721 года, когда шведская граница была отодвинута на север и военно-стратегическое значение города сошло на нет.

### XVIII век
29 апреля 1727 года, в правление императрицы Екатерины I, Верховный тайный совет издал указ Сенату о новой административной реформе, в ходе которой из Санкт-Петербургской губернии была выделена Новгородская губерния, а в октябре 1727 года, уже в правление юного императора Петра II, указом Верховного тайного совета к Новгородской губернии был приписан Олонец. Город вновь стал административно-судебным центром Олонецкого уезда. В росписи губерний и провинций этот уезд был причислен к Новгородской провинции, одной из пяти провинций новой губернии.
В 1741 году Олонецкая крепость сгорела при пожаре и более не восстанавливалась.
В 1773 году, по указу Екатерины II, была создана Олонецкая провинция (состояла из двух уездов и одной округи). Олонец был назначен областным городом Олонецкой провинции.
В 1784 году он стал уездным городом Олонецкого наместничества (на первое место вышел Петрозаводск).
С образованием же в конце XVIII века Олонецкой губернии административный центр переместился в г. Петрозаводск, а Олонец постепенно превратился в тихий провинциальный городок.

### XIX век
С 1801 года Олонец — уездный город Олонецкой губернии.
Вслед за отменой крепостного права, проведённой в 1861 году, последовала земская реформа 1864 года, которая создала органы местного самоуправления — земства.
4 октября 1880 г. была освящена выстроенная купцом К. А. Чертовым часовня во имя св. благоверного князя Александра Невского в память чудесного избавления императора от руки злодея.
В 1887 году в Олонецком уезде было 7 волостей и город Олонец. В Олонце проживало — 1427 душ.
К 1 января 1896 г. жителей 1496: дворян — 118, духовного сословия — 23, почетных граждан и купцов — 49, мещан — 1037, военных сословий — 143, финляндцев — 88, прочих сословий — 38. Православных — 1445, раскольников — 1, католиков — 16, лютеран — 29, магометан — 5. Церквей православных — 1 каменная и 4 деревянных, 2 часовни. Земская больница на 12 кроватей. Городское училище с 70 учениками и женское приходское с 27 ученицами. Домов каменных — 1, деревянных — 171; лавок — 28. Купеческих свидетельств выдано — 12, на мелочной торг — 16, промысловых — 4, приказчичьих — 12. Ярмарок — 2. Городской земли 7954 десятины. Две богадельни (на 59 призреваемых), из которых одна — с приютом для детей (на 19 человек); ежегодный расход — 423 руб. Имелся также комитет призрения бедных и благотворительный кружок. Городской доход 7674 руб., расход 7244 руб.; запасной капитал 2400 руб.

### XX век
В 1909 г. на мосту через Мегрегу и Олонку был открыт памятник в честь цесаревича Алексея Николаевича с навершием в виде двуглавого орла (не сохранился).
В 1912 году в Олонце проживало 2058 человек.

#### Революция, гражданская война
После падения монархии в России в 1917 году начался распад Российской империи. В конце 1917 года объявило о независимости Великое княжество Финляндское. Во время Гражданской войны 1918—1920 годов и интервенции независимости от Советской России потребовали северные волости Карелии. С 24 апреля по 27 июня 1919 г. находился под контролем финской добровольческой армии.
В 1919 году председателем Олонецкого уездного революционного комитета, олонецким военным комиссаром становится большевик Ф. И. Егоров. В 1920—1921 гг. он выполняет обязанности председателя Олонецкого уездного комитета РКП(б).
В 1920 году большевики окончательно установили на территории Карелии советскую власть. При активном участии финского социалиста Эдварда Гюллинга и поддержке В. И. Ленина 8 июня 1920 декретом ВЦИК из населённых карелами местностей Олонецкой и Архангельской губерний была образована Карельская трудовая коммуна.

#### СССР

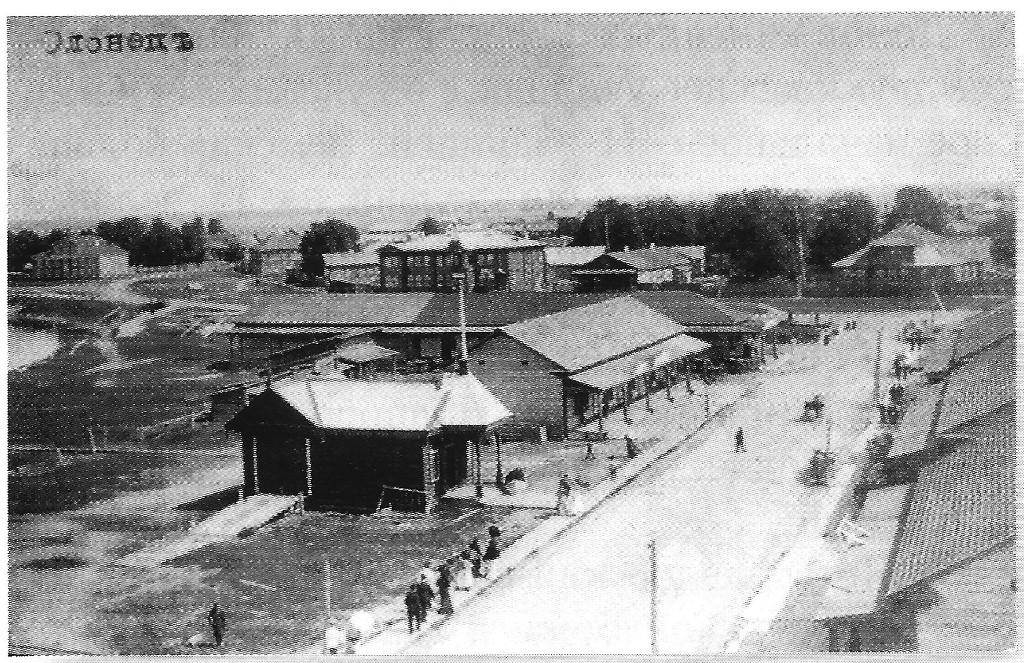
Старый снимок города

В 1923 году Карельская трудовая коммуна была преобразована в Автономную Карельскую Советскую Социалистическую Республику.
В 1927 году Олонец был преобразован в сельский населённый пункт.
Во время Советско-финской войны 5 сентября 1941 года части Карельской армии Финляндии заняли Олонец.
25 июня 1944 года части Карельского фронта в ходе Свирско-Петрозаводской наступательной операции вошли в оставленный финскими войсками город.
7 июля 1944 года Олонец вновь получил статус города.

## Население
| 1856    | 1897  | 1913  | 1939  | 1959  | 1970  | 1979    | 1989    | 1992    | 1996    | 1998    | 2002    |
| ------- | ----- | ----- | ----- | ----- | ----- | ------- | ------- | ------- | ------- | ------- | ------- |
| 1200    | →1200 | ↗2000 | ↗2668 | ↗5009 | ↗7756 | ↗10 404 | ↗11 888 | ↗12 100 | ↘11 800 | ↘11 600 | ↘10 240 |
| 2003    | 2005  | 2006  | 2007  | 2009  | 2010  | 2011    | 2012    | 2013    | 2014    | 2015    | 2016    |
| ↘10 200 | ↘9800 | ↘9600 | ↘9500 | ↘9217 | ↘9056 | ↗9100   | ↘8818   | ↘8645   | ↘8402   | ↘8249   | ↘8162   |
| 2017    | 2018  | 2019  | 2020  | 2021  | 2023  |         |         |         |         |         |         |
| ↘8130   | ↘8091 | ↘8070 | ↘8026 | ↘7663 | ↘7631 |         |         |         |         |         |         |

На 1 января 2025 года по численности населения город находился на 1002-м месте из 1124 городов Российской Федерации.

### Национальный состав
Олонец был единственным городом на территории Карелии, где карелы составляли большинство населения, помимо этого Олонецкий район является местом компактного проживания карелов-ливвиков и самым населённым карелами районом Республики Карелии.
Кроме карелов в Олонце проживают такие традиционные для Карелии народы как финны, русские, а также белорусы, украинцы, поляки и литовцы. И если русские проживали на этой земле издревле, то остальные вышеперечисленные народы переселились в Карелию и в частности в Олонецкий район сравнительно недавно. В отношении белорусского и украинского населения это связано прежде всего с послевоенным переселением из разрушенных деревень Белоруссии и Украины, для поляков и литовцев Карелия была местом ссылки. Что касается финнов, то большое их количество переселилось в Карелию в 50-х годах XX века, так как в то время финский язык был на территории республики вторым официальным.
В Олонце и Олонецком районе существует небольшая община чеченцев, что не характерно для этого региона и республики в целом. Здесь по переписи населения 2002 года проживает 53 представителя этой национальности. В связи с этим в районе возник ряд межнациональных конфликтов.
|          | Численность | Процент |
| -------- | ----------- | ------- |
| Карелы   | 5827        | 58 %    |
| Русские  | 3720        | 37 %    |
| Белорусы | 211         | 2 %     |
| Украинцы | 157         | 1,5 %   |
| Финны    | 126         | 1,3 %   |

По итогам переписи населения 2020 года проживали следующие национальности (национальности менее 0,1 % и другое, см. в сноске к строке «Другие»):
| Национальность | Численность, чел. | Доля     |
| -------------- | ----------------- | -------- |
| Русские        | 4435              | 57,88 %  |
| Карелы         | 2706              | 35,31 %  |
| Белорусы       | 81                | 1,06 %   |
| Чеченцы        | 55                | 0,72 %   |
| Украинцы       | 47                | 0,61 %   |
| Финны          | 46                | 0,60 %   |
| Азербайджанцы  | 22                | 0,29 %   |
| Таджики        | 8                 | 0,10 %   |
| Другие         | 263               | 3,43 %   |
| Итого          | 7663              | 100,00 % |

### Языковой состав
Родной язык населения по данным переписи 1897 года:
| Язык                      | Численность, чел. | Доля     |
| ------------------------- | ----------------- | -------- |
| Карельский                | 761               | 61,08 %  |
| Русский («великорусский») | 400               | 32,10 %  |
| Финский                   | 40                | 3,21 %   |
| Другие                    | 45                | 3,61 %   |
| Итого                     | 1 246             | 100,00 % |

В настоящее время официальным и основным языком города является русский.

## Экономика

### Промышленность
- АО «Олонецкий молочный комбинат»,
- ОАО «Олонецкий хлебозавод».

В окрестностях города расположены несколько фермерских хозяйств.

### Торговля
В городе представлены такие крупные сети, как «Пятёрочка», «Магнит», «DNS», «Fix Price», «Красное&Белое». Присутствуют пункты выдачи интернет-магазинов «Озон» и «Вайлдберриз», аптеки сетей «Карелфарм», «Сердце России» (под брендом «Сердце Карелии»), «Невис» и «Социальная Аптека».
Крупнейшие торговые центры — «ТРЦ-1», «Лето», «Май», «Губернский».

### Финансовые услуги
В городе расположены филиалы российских коммерческих банков: «Сбербанк», «Россельхозбанк», «Почта Банк».

## Телекоммуникации

### Сотовая связь
Услуги сотовой связи по стандарту LTE предоставляют операторы «МТС», «Мегафон», «Tele2», «Билайн», «Ростелеком», «Yota».

### Проводная телефонная связь
Проводную телефонную связь в городе предоставляет ПАО «Ростелеком» и ООО «СвирьТелеком».

### Интернет
Высокоскоростное проводное подключение к интернету осуществляется операторами «СвирьТелеком», «Ростелеком».

### Телевидение
В городе доступно цифровое эфирное (в стандарте DVB-T2), спутниковое, кабельное телевещание.

## Транспорт

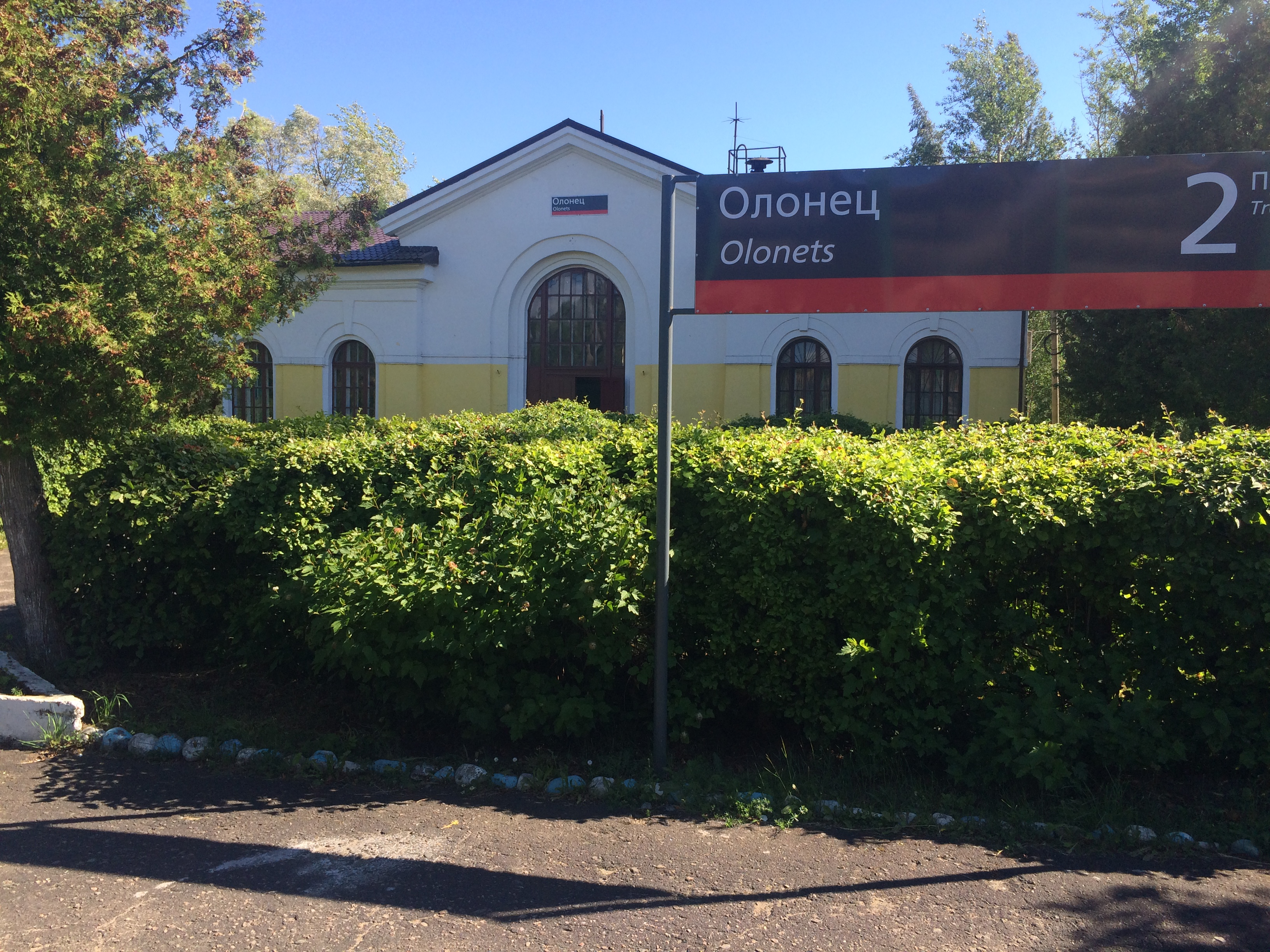
Станция «Олонец»

### Автомобильное сообщение
Вблизи города проходит федеральная автомобильная дорога Р21 «Кола», которая связывает Олонец с городами Лодейное Поле на юго-востоке и Петрозаводск на северо-востоке.
В центре города на улице Свободы расположена автостанция, связывающая город с деревнями района, Петрозаводском, Санкт-Петербургом, Сортавалой и Питкярантой. Основные перевозчики — ГУП «Карелавтотранс», ООО «СКСавто» , ООО «АТП АТК Олонец». Здание находится в аварийном состоянии, но есть планы о строительстве нового здания.

### Железная дорога
В северной части города проходит линия Янисъярви — Лодейное Поле Октябрьской железной дороги со станцией «Олонец». Железнодорожный вокзал станции «Олонец» расположен в начале улицы Пролетарская. Пассажирские перевозки не осуществлялись с 2014 года, однако с июня 2021 года назначены рельсовые автобусы по маршруту Лодейное Поле — Сортавала.

## Образование
Олонецкая районная станция юных натуралистов. Открыта 17 декабря 1971 года.
Музыкальная, спортивная и художественная школы города.
Центр дополнительного образования. Открыт в 1951 году как Дом творчества детей и юношества, позднее — Дом детского творчества.
2 средних общеобразовательных школы, шесть зданий местных ДОУ
Олонецкий филиал Сортавальского колледжа (ранее филиал был самостоятельным учебным учреждением под названиями : ПУ-2 (в период с 1962—2014 гг.) Олонецкий Техникум — с 2014 до февраля 2019 года, до реорганизации)

## Культура и искусство
- Муниципальное учреждение культуры Олонецкий национальный музей карелов-ливвиков им. Н. Г. Прилукина, открытый в 1959 году[59].
- Олонецкий карельский народный хор «Karjalan koivu» («Карельская берёза»), основанный в 1935 году[60].
- Кинотеатр «Октябрь», открытый в 2018 году[61].
- Муниципальное казённое учреждение Олонецкая национальная библиотека, открытая в 1861 году[62].

## Достопримечательности
Город сохранил планировку XVIII века.
- Братские могилы советских воинов на гражданском кладбище Олонца, погибших в годы Великой Отечественной войны[63][64]. В братских могилах захоронено 449 советских воинов[65].
- Братская могила советских воинов и мирных граждан, расстрелянных белофинскими интервентами в период оккупации Олонца в 1919 году[66].
- Памятник советским военным лётчикам — участникам Свирско-Петрозаводской операции (1944)[67]. Памятник (крыло боевого самолёта) установлен в 1974 году на улице Карла Маркса[65].
- Памятник героям олонецкого подполья[68].
- Памятник советским воинам-освободителям[69] установлен на улице Свирских дивизий в 1969 году (76-мм дивизионная пушка)[65].
- Дом купца Куттуева[70].
- Церковь Святого Креста церкви Ингрии (см. Церковь Ингрии).

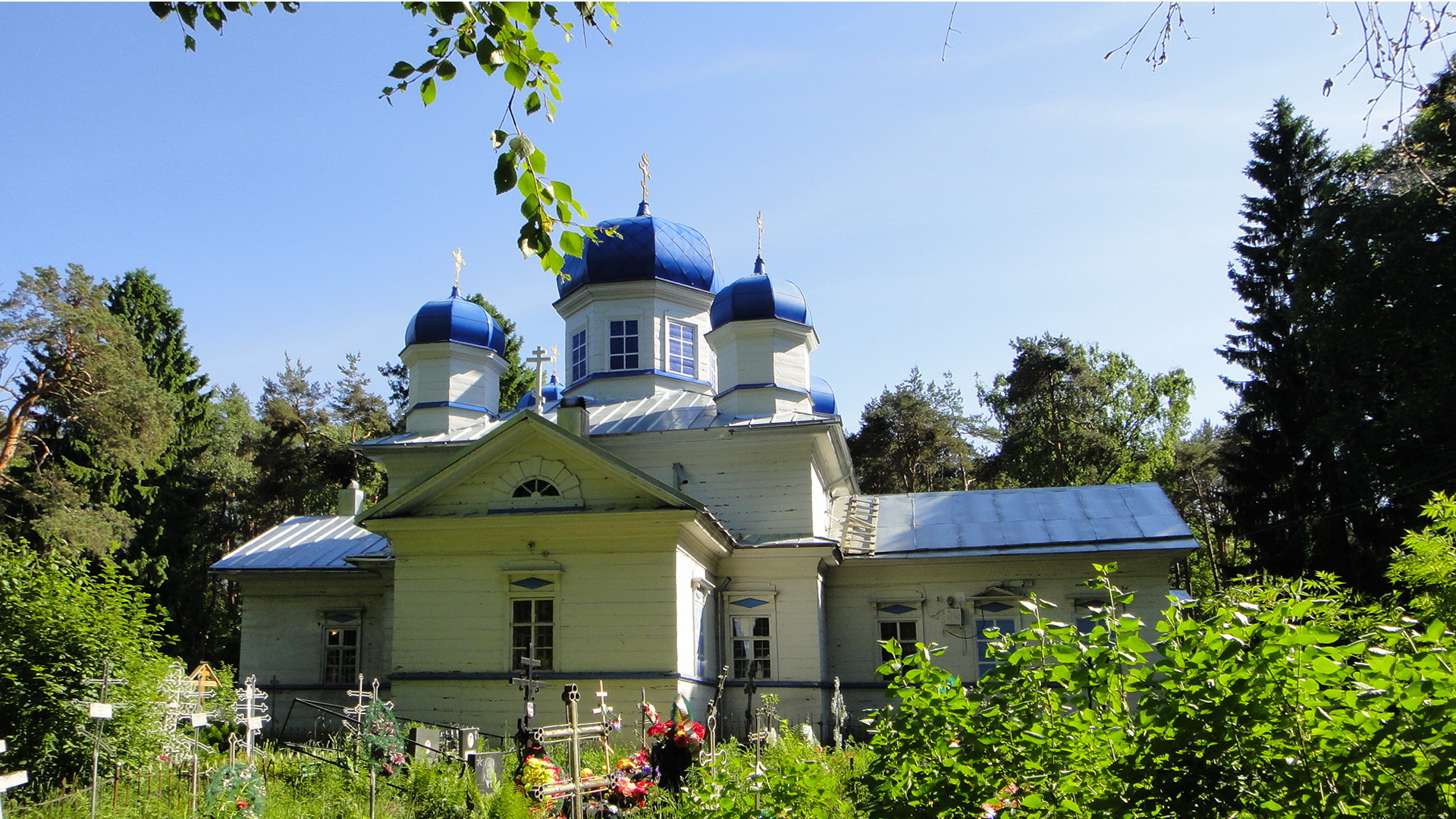
Церковь Успения Пресвятой Богородицы
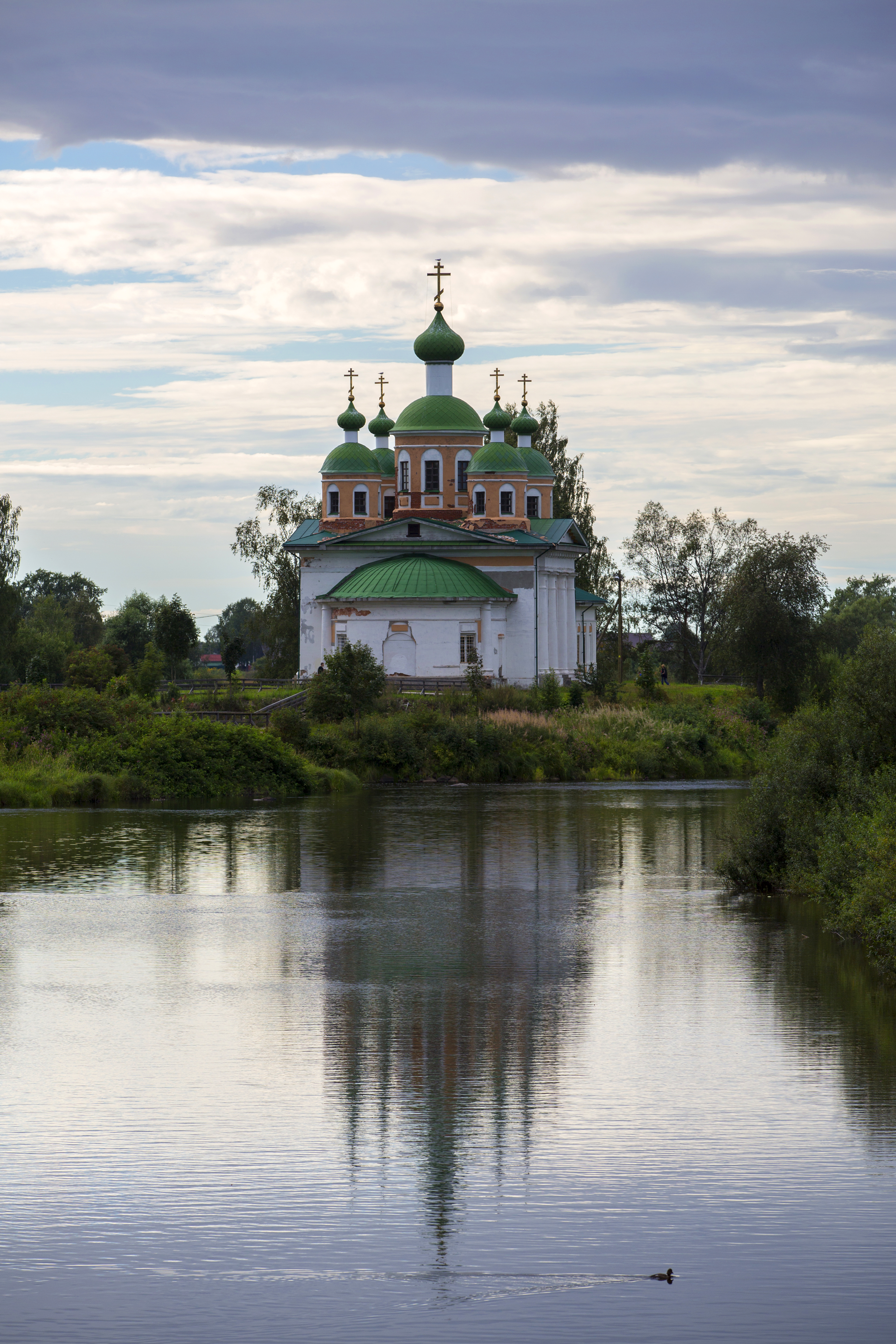
Церковь Смоленской иконы Божией Матери
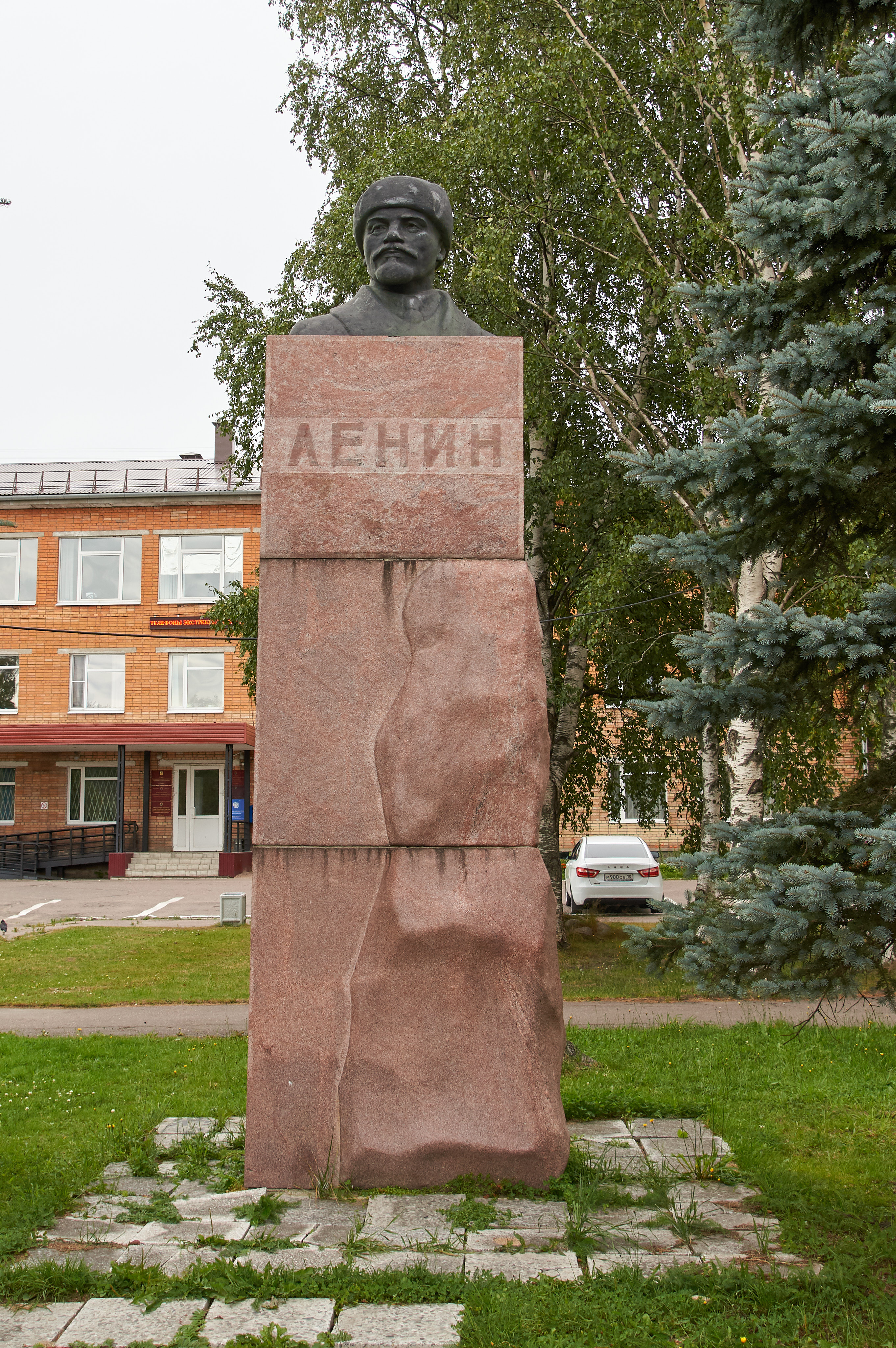
Памятник Ленину в Олонце
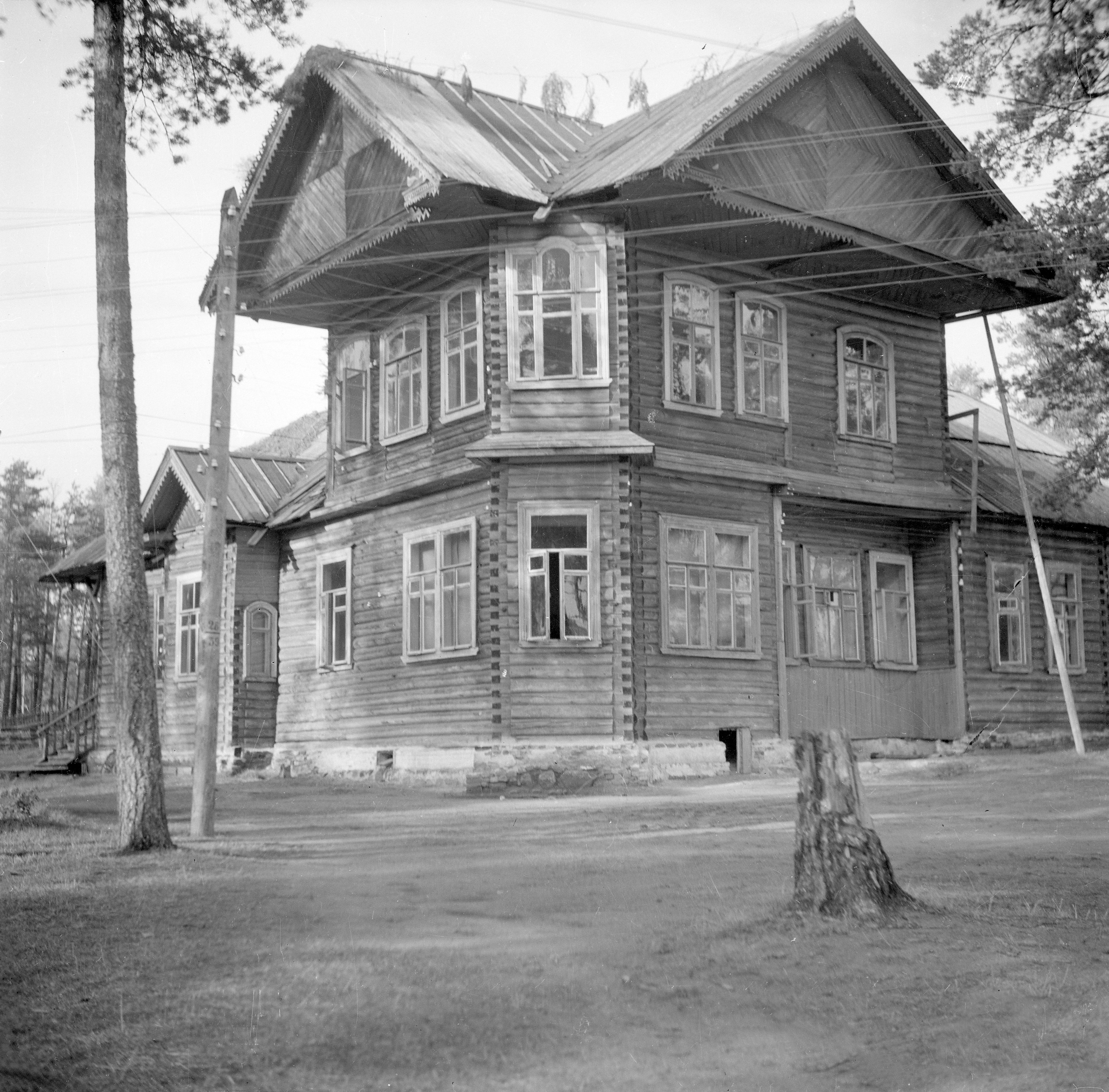
Деревянное здание в городе (1941 год)

## Городские праздники и мероприятия
- Ежегодно, с 1999 года, по инициативе тогдашнего мэра Олонца Василия Анатольевича Попова в первый день зимы стали проводиться «Олонецкие игры Дедов Морозов»[71].

## Памятная монета Банка России

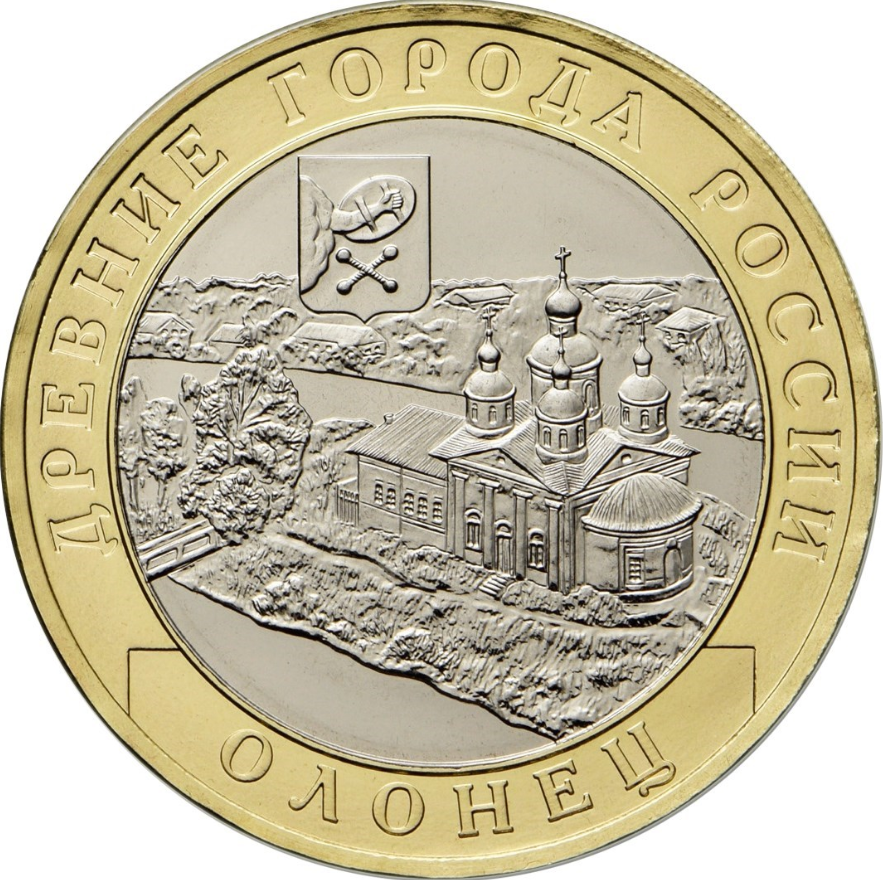
Монета 10 рублей «Олонец» (2017)

20 апреля 2017 года Банк России выпустил в обращение памятную монету номиналом 10 рублей серии «Древние города России»: г. Олонец, Республика Карелия (1137 г.).

## Города-побратимы
- Миккели, Финляндия
- Пуоланка, Финляндия
- Хюрюнсалми, Финляндия
- Ристиярви, Финляндия

## Почётные граждане города
Звание «Почётный гражданин г. Олонца» учреждено решением исполкома Олонецкого горсовета от 13 июня 1984 года
На 2024 год звание присвоено 43 гражданам.

## Город в литературе и искусстве
Поэт Александр Прокофьев посвятил городу широко известное стихотворение «Олонец».
Истории города посвящено стихотворение «Олонец» поэта Павла Великжанина.